# Generali Ladies Linz 2012
Generali Ladies Linz 2012 er en tennisturnering på WTA Tour 2012. Turneringen vil blev afviklet i  Linz, Østrig fra 8. til 14. oktober, 2012.

## Mester

### Single
- Victoria Azarenka -  Julia Görges, 6–3, 6–4

### Double
- Anna-Lena Grönefeld /  Květa Peschke -  Julia Görges /  Barbora Záhlavová-Strýcová, 6–3, 6–4